# Aristócrates I da Arcádia
Aristócrates I foi um rei da Arcádia, filho e sucessor de Ecmis.
Havia um santuário de Ártemis na fronteira entre Mantineia e Orcómeno, chamado de Artemis Hymnia, e as sacerdotisas eram garotas virgens. Aristócrates tentou seduzir uma sacerdotisa e, quando ela fugiu para o altar, foi violentada próxima da imagem de Ártemis. Quando os árcades souberam, apedrejaram Aristócrates até a morte, e mudaram a lei, para que as sacerdotisas de Ártemis fossem mulheres que já tivesse tido relações com homens.
Aristócrates foi pai de Hicetas, que foi pai de Aristócrates. O segundo Aristócrates também morreu por apedrejamento, quando os árcades descobriram que ele havia sido subornado pelos lacedemônios durante a Segunda Guerra Messênia.